# 640
El 640 (DCXL) fou un any de traspàs començat en dissabte del calendari julià.

## Esdeveniments
- 6 de juliol: el califat dels raixidun venç l'Imperi Romà d'Orient en la batalla d'Heliòpolis.

## Necrològiques
- 21 de febrer - Landen: Pipí de Landen, majordom de palau